# Эмери IX де Туар
Эмери IX (фр. Aimery IX de Thouars, 1225—1256) — французский феодал, 23-й виконт де Туар (1246—1256). Сын Ги I де Туара и его жены Аликс де Молеон.

## Биография
Наследовал дяде — Эмери VIII. Вступив на престол, принёс сеньориальный оммаж графу Альфонсу де Пуатье — брату короля Людовика IX (ноябрь 1246).
Будучи внуком Савари I де Молеона, в 1254 году присоединил к своим владениям земли, уступленные ему виконтом Эмери де Рошешуаром и его женой Жанной де Молеон (сестрой Савари I) в обмен на денежную ренту (110 ливров).
В 1255 году принёс оммаж королю Людовику Святому как владелец замков Ла Рош-сюр-Йон и Бюгон.
Эмери IX умер 11 декабря 1256 года. Ему наследовал младший брат — Реньо I (1256—1269).

## Семья
- Жена (1246) — Маргарита Лузиньян (1220 — 22 октября 1288), дочь Гуго X Лузиньяна — графа де Ла Марш, и Изабеллы Ангулемской, разведённая жена Раймонда VII Тулузского.
- Сын: Ги II (1246/49 — 21 сентября 1308), виконт де Туар.

Овдовевшая Маргарита Лузиньян вышла замуж за Жоффруа VI де Шатобриана.